# 布雷肯里奇峰
布雷肯里奇峰（英語：Breckinridge Peak），是南極洲的山峰，位於愛德華七世地，處於尼爾森山西南面2公里，屬於洛克菲勒山脈的一部分，在1929年由美國探險隊發現，現時由南極條約體系管理。

## 外部連結
. . United States Geological Survey.   [2011-09-02].
78°4′S 155°7′W / 78.067°S 155.117°W